# 1468年大彗星
1468年大彗星（Great Comet of 1468），正式命名為C/1468 S1，是一顆1468年肉眼可見的彗星。由於其非凡的亮度，它被認為是大彗星之一。

## 觀測史
中國、日本和歐洲的編年史中有許多關於這顆彗星的報導。1468年9月18日（當地時間）上午，中國天文學家首次發現這顆彗星。四天後，彗星向東北移動，顏色為藍白色，彗尾指向西南，長度30°。十月的傍晚天空中，人們可以觀測到了這顆彗星。11月初，彗星的尺寸略有減小，最後一次觀測紀錄是在11月18日。
在日本地區，9月21日凌晨2點，這顆彗星出現在東方，長度10°的尾巴指向西南方向。觀察紀錄可能持續到10月20日為止。
在歐洲，當時匿名論文《彗星》中報導了這顆彗星：「它出現在九月、十月和十一月…顏色是淡藍色，它有一條長長的尾巴，不斷地高高升起，而頭部卻總是低著的。九月中下旬，彗星繞極，穿過大熊座，沒有西沉。在英格蘭地區，人們從九月底到十一月初可以觀察彗星。」
10月2日，彗星的視星等達到1-2等。

## 相关事件
当时明宪宗专宠比自己大19岁且已经不能生育的万贵妃，导致没有子嗣，于是大学士彭时、尚书姚夔将彗星与此事联系起来，将其视为上天的示警，劝宪宗不要独宠万贵妃，应该广纳后妃，多生子嗣。宪宗不听，并回答道：“内事也，朕自主之。”